# ISO 3166-2:VA
La ISO 3166-2:VA incluye los códigos de las divisiones de la Ciudad del Vaticano. El objetivo de esta familia de normas es establecer en todo el mundo una serie de abreviaturas para los lugares, para su uso en las etiquetas de paquetes, contenedores y tal. En cualquier lugar donde un código alfanumérico corto puede servir para indicar claramente la ubicación de una forma más conveniente y menos ambigua que la forma completa el nombre del lugar. 
Actualmente no hay códigos ISO 3166-2 para la Ciudad del Vaticano.
Anguila es designada oficialmente por ISO 3166-1 alfa-2 con el código VA.